# (17746) Haigha
(17746) Haigha (1998 BU41) – planetoida z pasa głównego asteroid okrążająca Słońce w ciągu 3,65 lat w średniej odległości 2,37 j.a. Odkryta 30 stycznia 1998 roku.